# Orzeł południowy
Orzeł południowy, orzełek południowy, orzełek Bonellego (Aquila fasciata) – gatunek dużego ptaka drapieżnego z rodziny jastrzębiowatych (Accipitridae). Występuje w cieplejszych rejonach Eurazji oraz w północnej Afryce; raz stwierdzono go w Polsce. Nie jest zagrożony wyginięciem.

## Występowanie
Orzeł południowy zamieszkuje południową Europę (basen Morza Śródziemnego), północną Afrykę i południową Azję – nieciągły zasięg od Bliskiego Wschodu po jej południowo-wschodnią część. Ptak przeważnie osiadły. Liczebność europejskich populacji jest niewielka (1100–1200 par lęgowych w 2015 roku) i zamyka się rozmieszczeniem w większości na Półwyspie Iberyjskim.
W dniu 28 marca 2022 po raz pierwszy zanotowano przybycie jednego osobnika na terytorium Polski. W 2023 roku Komisja Faunistyczna Sekcji Ornitologicznej Polskiego Towarzystwa Zoologicznego wciągnęła orła południowego na Listę awifauny krajowej.

## Systematyka
Gatunek ten po raz pierwszy zgodnie z zasadami nazewnictwa binominalnego opisał w 1822 roku francuski ornitolog Louis Pierre Vieillot, nadając mu nazwę Aquila fasciata. Nazwa ta jest obecnie akceptowana przez ornitologiczne autorytety, choć dawniej gatunek bywał też umieszczany w rodzaju Hieraaetus. Miejsce typowe to Montpellier w południowej Francji.

### Podgatunki
Wyróżniono dwa podgatunki A. fasciata:
- Aquila fasciata fasciata – północna Afryka i południowa Europa do południowych Chin i Indochin.
- Aquila fasciata renschi – Małe Wyspy Sundajskie.

## Charakterystyka

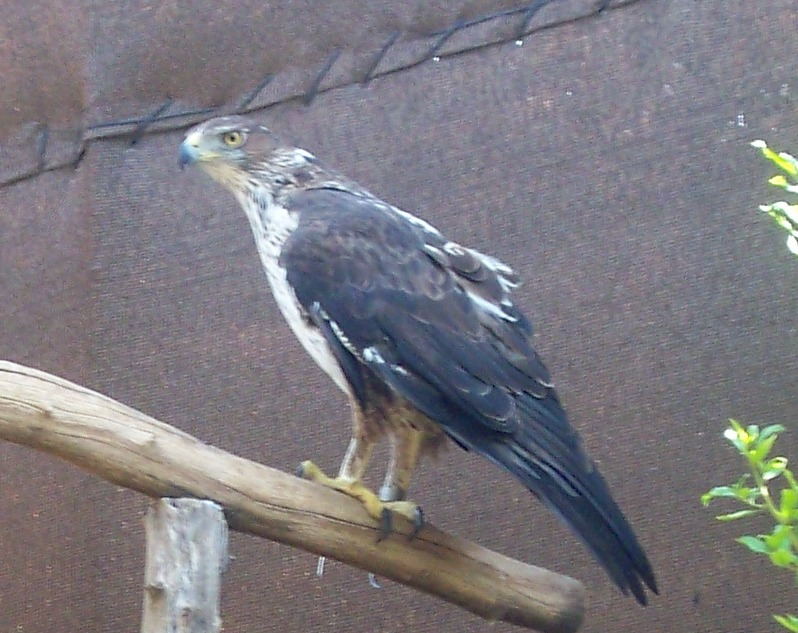
Orzeł południowy w niewoli, Hiszpania

### Wygląd
To duży orzeł o silnej budowie. Występuje w dwóch formach barwnych (niezależnie od wieku lub płci) – podobny do jasnej formy orzełka włochatego, ale w porównaniu z nim jest nieco większy. Jedna forma ma biały spód ciała i ciemnobrązowe cętki na piersiach, u drugiej ich tam nie ma. Wierzch jest ciemny z białawymi plamami na górze i środku. Część brzuszna ma barwę białawą, również przednia część skrzydeł jest biała, a wewnętrzny ich fragment jest szeroki, czerniawy z ukośnym pasem. Natomiast tylna część skrzydeł jest szara i widać na niej delikatne rozmyte prążki. Ma małą głowę wyraźnie odcinającą się od reszty ciała, co sprawia wrażenie głębokich piersi. Młode ptaki mają rudobrązowy odcień o rudym spodzie i szarych lotkach – wewnętrzne dłoniowe są jaśniejsze. Przez środek ich skrzydła biegnie początkowo wąski, a potem, wraz z wiekiem, coraz bardziej szeroki pas. Niektóre z młodszych ptaków mogą być bielsze na spodzie i brakuje im ciemnego pasa oraz plam na nadgarstku. Prowadzi osiadły i skryty tryb życia, więc trudno go zauważyć.

### Lot

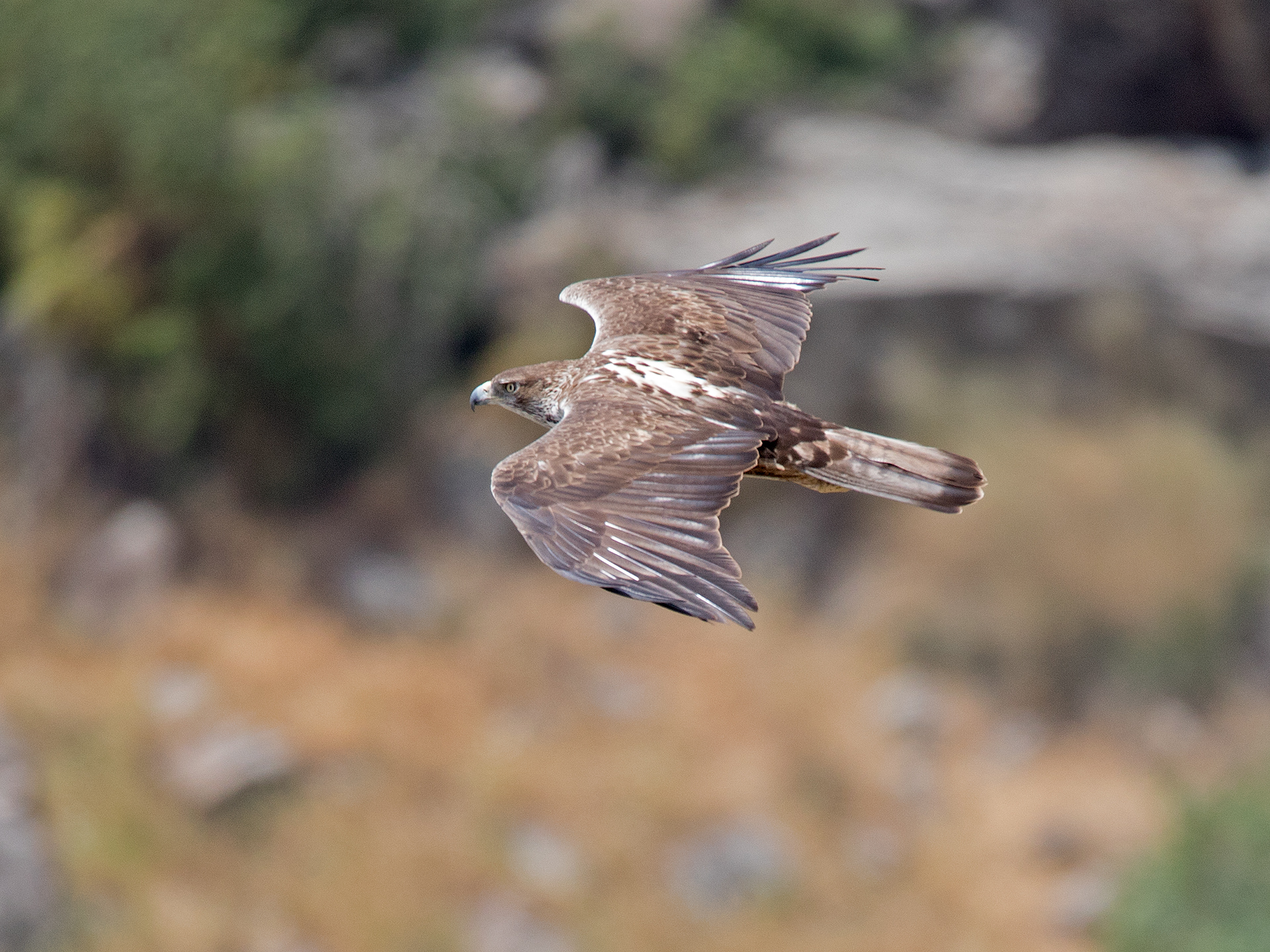
Osobnik dorosły w locie, Izrael

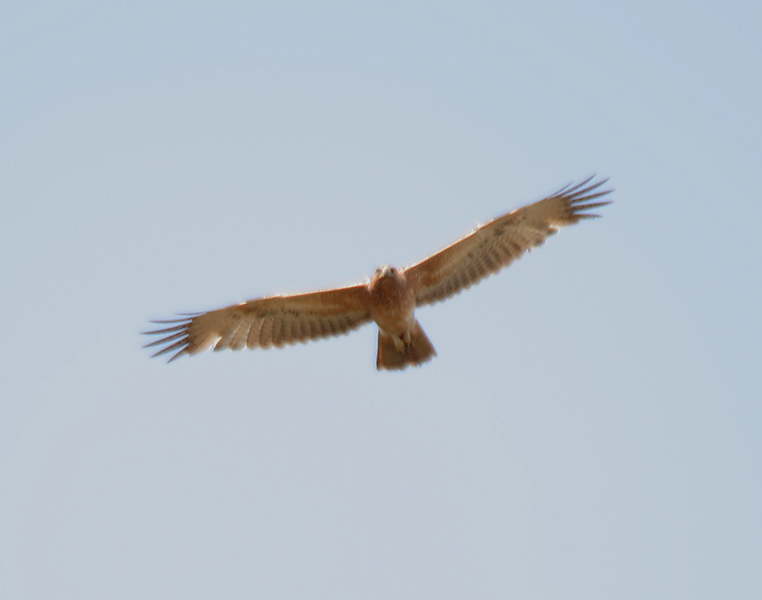
Osobnik młodociany w locie

Nad górskimi rejonami, które zasiedlają przez wiele lat, od jesieni wykonują widowiskowe loty. W locie dorosłe osobniki rozpoznaje się po białych barkówkach i ciemnym, szerokim pasie na skrzydłach. Prostokątny ogon jest dość duży. Jego wielkie skrzydła w pewnym stopniu przypominają skrzydła jastrzębia. Z przodu są zgięte, a w czasie szybowania widać ich tylny prosty brzeg. Niektórzy określają orzełka jako „orłojastrzębia”, dopatrując się w nim cech wspólnych – siły orła przedniego i szybkości jastrzębia.

### Wymiary ciała
Długość ciała65–72 cm
Rozpiętość skrzydełsamce 150–160 cm, samice 165–180 cm
Masa ciała1,6–2,4 kg

## Ekologia i zachowanie

### Biotop
Preferuje półpustynie i stepy, choć może gnieździć się również w wysokich górach i na bezleśnych płaskowyżach. Często poluje na terenach porośniętych krzewami i niskimi drzewami, takich jak makia czy garig; pojawia się też na pastwiskach i polach uprawnych.

### Rozród

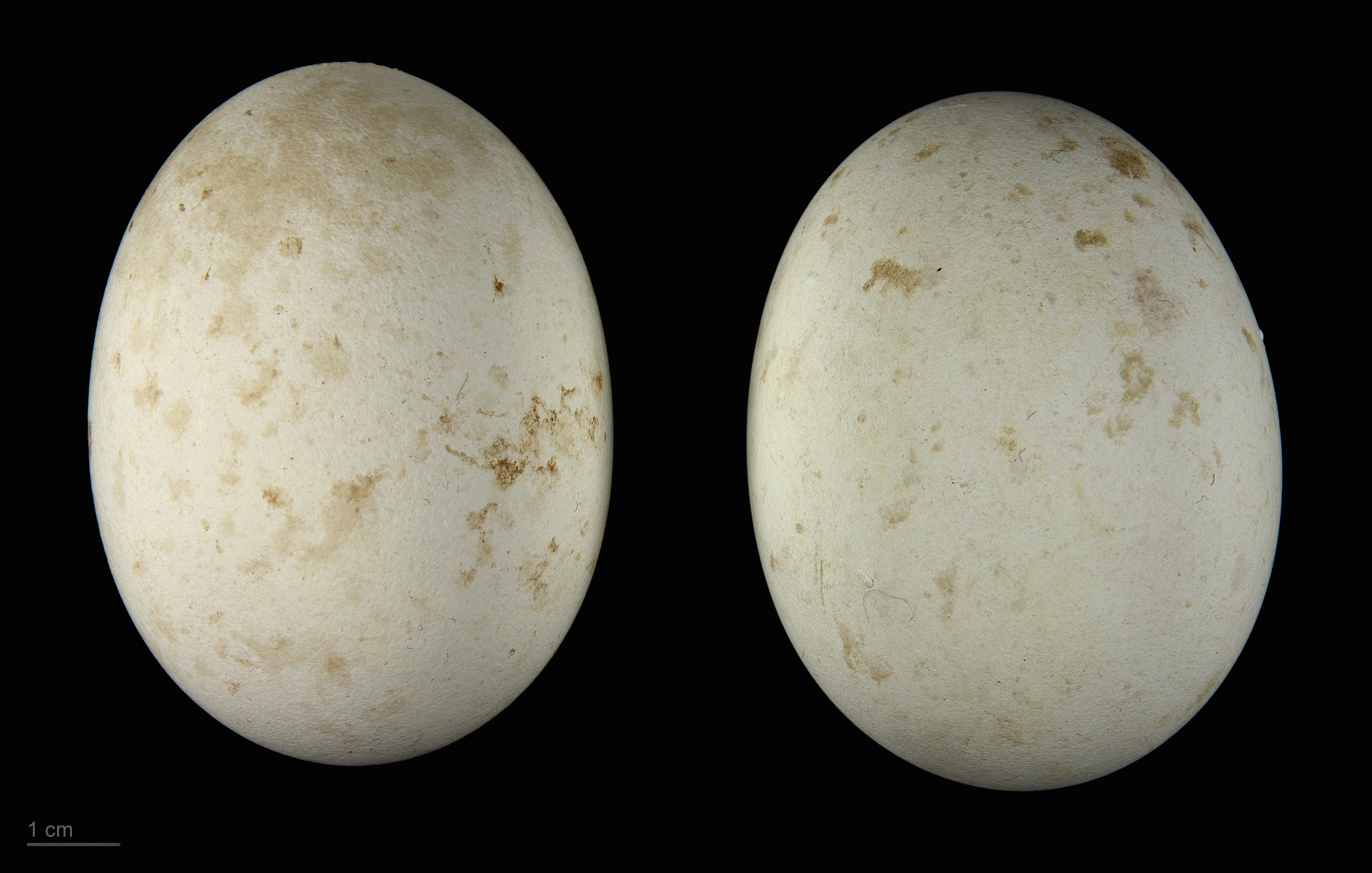
Jaja orła południowego z kolekcji muzealnej

Dana para ptaków ma wiele gniazd ukrytych w niszach skalnych. Budują je z gałązek na wyniosłych skałach. Czasami budują gniazdo na drzewie lub słupie energetycznym. Terytoria orzełków południowych sięgają 10 000 ha.
Samica składa 1–2 jaja i wysiaduje je przez 37–40 dni, podczas gdy samiec karmi ją w gnieździe lub w jego pobliżu. Samica początkowo karmi pisklęta ofiarami przyniesionymi przez samca, ale później dorośli polują razem. Młode opuszczają gniazdo po około 60–70 dniach od wyklucia, ale pozostają na terytorium przez kilka miesięcy. Po osiągnięciu pełnej niezależności od rodziców rozpraszają się, często na kilkaset kilometrów od swych rodzinnych terytoriów.

### Pożywienie
Nad Morzem Śródziemnym ich głównym pożywieniem są kuropatwy czerwone i dzikie króliki. Mogą też chwytać kawki, gołębie i inne ptaki. Zjadają również jaszczurki czy gryzonie.
Polują na zwierzynę, spadając z wielkiej wysokości lub z zasadzki. Gdy łapią ptaki, ścigają je ze zręcznością wśród drzew.

## Status i ochrona
Międzynarodowa Unia Ochrony Przyrody (IUCN) uznaje orła południowego za gatunek najmniejszej troski (LC – Least Concern) nieprzerwanie od 1988 roku. Liczebność światowej populacji, wstępnie obliczona w oparciu o szacunki organizacji BirdLife International dla Europy z 2015 roku, mieści się w przedziale 21 000 – 24 000 dorosłych osobników. Globalny trend liczebności populacji uznaje się za spadkowy. We Francji większość gniazd tego gatunku jest strzeżona, a we Francji i Katalonii udało się zapewnić niektórym parom lęgowym sztuczne źródła pożywienia.
Na terenie Polski orzeł południowy jest objęty ścisłą ochroną gatunkową jako gatunek występujący naturalnie na terytorium państw Unii Europejskiej.